# Doratoptera
Doratoptera là một chi bướm đêm thuộc họ Geometridae.